# Fuchū (Tokyo)
Fuchū (府中市?) è una città giapponese conurbata di Tokyo.